# Cattedrali a Panama
Questa è una lista delle cattedrali di Panama.

## Cattedrali cattoliche
| Cattedrale                                             | Arcidiocesi o Diocesi                    | Località             | Dedicazione                 | Immagine |
| ------------------------------------------------------ | ---------------------------------------- | -------------------- | --------------------------- | -------- |
| Cattedrale dell'Assunzione di Maria Vergine            | Arcidiocesi di Panama                    | Panama               | Assunzione di Maria         |          |
| Cattedrale di San Giovanni Battista                    | Diocesi di Chitré                        | Chitré               | San Giovanni Battista       |          |
| Cattedrale dell'Immacolata Concezione di Maria Vergine | Diocesi di Colón-Kuna Yala               | Colón                | Immacolata Concezione       |          |
| Cattedrale di San Giuseppe                             | Diocesi di David                         | David                | San Giuseppe                |          |
| Cattedrale di San Giovanni Battista                    | Diocesi di Penonomé                      | Penonomé             | San Giovanni Battista       |          |
| Cattedrale di San Giacomo                              | Diocesi di Santiago de Veraguas          | Santiago de Veraguas | San Giacomo                 |          |
| Cattedrale di Nostra Signora del Carmine               | Prelatura territoriale di Bocas del Toro | Bocas del Toro       | Nostra Signora del Carmine  |          |
| Cattedrale di Nostra Signora di Guadalupe              | Vicariato apostolico del Darién          | Metetí               | Nostra Signora di Guadalupe |          |

## Cattedrale anglicana
| Cattedrale             | Diocesi                     | Città  | Dedicazione |
| ---------------------- | --------------------------- | ------ | ----------- |
| Cattedrale di San Luca | Diocesi anglicana di Panama | Panama | San Luca    |